# Marduk-kabit-ahheszu
Marduk-kabit-ahheszu (akad. Marduk-kabit-ahhê-šu, tłum. „Marduk jest najważniejszym spośród braci jego”) – pierwszy król Babilonii z II dynastii z Isin, ojciec Itti-Marduk-balatu; panował w latach 1157-1140 p.n.e. Wymieniony jako założyciel II dynastii z Isin w Babilońskiej liście królów A i Babilońskiej liście królów C. Doszedł do władzy po najeździe elamickiego władcy Szutruk-Nahhunte I na Babilonię w 1158 r. p.n.e. Przez pierwsze dwa lata władzę nad Babilonią dzielił z przebywającym na wygnaniu ostatnim władcą kasyckim Enlil-nadin-ahi, który w 1155 r. p.n.e. pojmany został przez władcę elamickiego Kutir-Nahhunte III i uprowadzony do Suzy.